# 伊萨·本·阿里·阿勒哈利法
伊萨·本·阿里·阿勒哈利法（عيسى بن علي آل خليفة）（1848年－1932年12月9日）是從1869年開始統治的巴林國王，一直統治到他逝世為止，他的頭銜是巴林哈基姆。他是該地區的在位時間最長的君主，統治長達63年。1923年他被英國政治顧問要求退位，但這個「退位」從來沒有得到其繼任者哈马德·本·伊萨·阿勒哈利法認可，後者一直到伊薩於1932年去世後才正式統治巴林。

## 外部連結
- Genealogy of Isa bin Ali （页面存档备份，存于）
- Photos of Isa bin Ali's house in Muharraq: [], , , , , [], [], , , [], []